# Іґнацув (гміна Ясенець)
Іґнацув (пол. Ignaców) — село в Польщі, у гміні Ясенець Груєцького повіту Мазовецького воєводства.
Населення — 122 особи (2011).
У 1975-1998 роках село належало до Радомського воєводства.

## Демографія
Демографічна структура станом на 31 березня 2011 року:
|          | Загалом | Допрацездатний вік | Працездатний вік | Постпрацездатний вік |
| -------- | ------- | ------------------ | ---------------- | -------------------- |
| Чоловіки | 64      | 18                 | 38               | 8                    |
| Жінки    | 58      | 12                 | 33               | 13                   |
| Разом    | 122     | 30                 | 71               | 21                   |